# 自由エネルギー
自由エネルギー（じゆうエネルギー、英: free energy）とは、熱力学における状態量の1つであり、化学変化を含めた熱力学的系の等温過程において、系の最大仕事(潜在的な仕事能力)、自発的変化の方向、平衡条件などを表す指標となる。
自由エネルギーは1882年にヘルマン・フォン・ヘルムホルツが提唱した熱力学上の概念で、呼称は彼の命名による。一方、等温等圧過程の自由エネルギーと化学ポテンシャルとの研究はウィラード・ギブズにより理論展開された。
等温等積過程の自由エネルギーはヘルムホルツの自由エネルギー（Helmholtz free energy）と呼ばれ、等温等圧過程の自由エネルギーはギブズの自由エネルギー（Gibbs free energy）と呼びわけられる。ヘルムホルツ自由エネルギーは F で表記され、ギブズ自由エネルギーは G で表記されることが多い。両者は G = F + pV の関係にある。
熱力学第二法則より、系は自由エネルギーが減少する方向に進行する。また、閉じた系における熱力学的平衡条件は自由エネルギーが極小値をとることである。

## ヘルムホルツの自由エネルギー
ヘルムホルツエネルギーは、系の内部エネルギーをU、熱力学温度をT、エントロピーをS として
{\displaystyle F=U-TS}

で定義され、その全微分は
{\displaystyle dF=-S\,dT-p\,dV+\sum _{i}\mu _{i}\,dN_{i}}
となる。ここでpは圧力、{\displaystyle \mu _{i}}は成分iの化学ポテンシャル、{\displaystyle N_{i}}は成分iの物質量である。

温度 Tex の環境にある系が状態 X0 から X1 へと変化するとするとき、系が外部にする仕事 W には上限 Wmax が存在する。Wmaxはヘルムホルツエネルギーを用いて
{\displaystyle W\leq W_{\text{max}}(T_{\text{ex}};X_{0},X_{1})=F(T_{\text{ex}};X_{0})-F(T_{\text{ex}};X_{1})}

と表される。自発的変化など系が外部に仕事を行わない場合は、
{\displaystyle \Delta F\leq -W=0}
となり、ヘルムホルツエネルギーが減少する方向へ進む。ヘルムホルツエネルギーが極小値をとるとき、系は平衡状態となる。

## ギブズの自由エネルギー
ギブズエネルギーは、系の内部エネルギーを U 、熱力学温度をT、エントロピーをS 、圧力をp、体積をVとして、
{\displaystyle G=U-TS+pV}
で定義され、その全微分は
{\displaystyle dG=-S\,dT+V\,dp+\sum _{i}\mu _{i}\,dN_{i}}

となる。ここで{\displaystyle \mu _{i}}は成分iの化学ポテンシャル、{\displaystyle N_{i}}は成分iの物質量である。また、ギブズエネルギーと化学ポテンシャルの間には
{\displaystyle G=\sum _{i}N_{i}\mu _{i}}

の関係がある。等温等圧条件下において系の自発的変化が起きるとき、
{\displaystyle \Delta G\leq 0}
となり、ギブズエネルギーが減少する方向へ進む。ギブズエネルギーが極小値をとるとき、系は平衡状態となる。